# Galliano (likier)

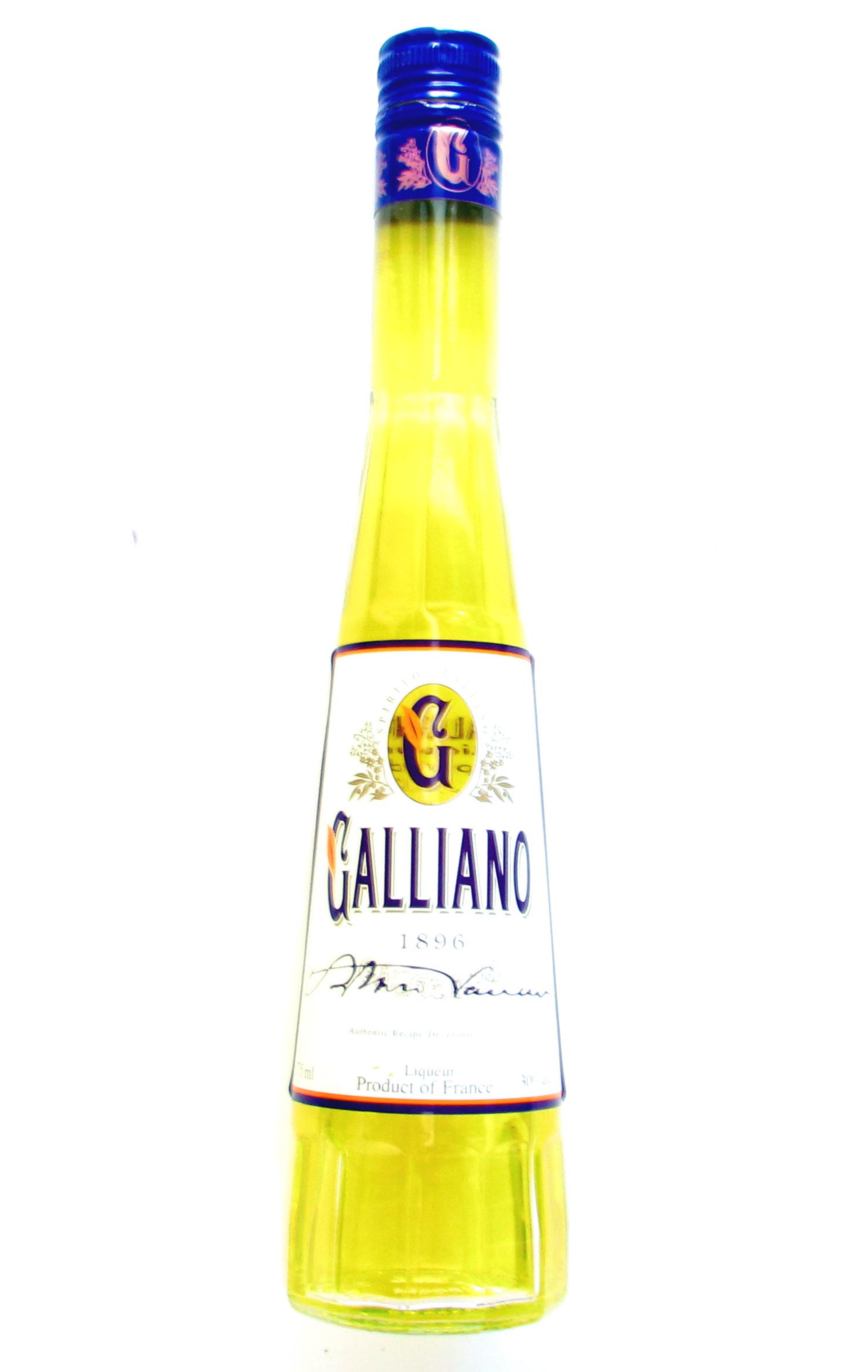

Galliano – likier powstający na bazie do 35 ziół, kwiatów, jagód i korzeni (informacja jest zastrzeżona), pochodzący z Włoch. Barwa likieru jest złota, a w jego smaku szczególnie wyeksponowane są wanilia, anyż i lukrecja. Likier został opracowany w 1896 roku przez Arturo Vaccari. Nazwa upamiętnia bohaterskiego włoskiego żołnierza, majora Giuseppe Galliano. 
Jest składnikiem koktajli m.in. harvey wallbanger i milano. Często (w Szwecji) podawany z ciepłą kawą espresso i bitą śmietaną.